# うさみともこ
うさみ ともこ（8月2日 - ）は、日本の女性声優。東京都出身。2015年3月までプロダクション・エースに所属の後、フリーランスになり、スターダス・21を経て、2021年7月1日付でプロダクション・エースに再所属。
既婚者で、2015年6月に長男を出産している。

## 出演
太字はメインキャラクター。

### テレビアニメ
2013年
- 俺の脳内選択肢が、学園ラブコメを全力で邪魔している（コンピューター音声）
- デート・ア・ライブ（2013年 - 2024年、箕輪梢、鈴木さん） - 5シリーズ

2014年
- いなり、こんこん、恋いろは。（使神）
- サザエさん（少年B、少年Aの兄）

### 劇場アニメ
- 劇場版デート・ア・ライブ 万由里ジャッジメント（2015年、箕輪）

### ゲーム
- コール オブ デューティ ゴースト（2013年）[4]
- The Elder Scrolls Online（2014年、アラナ、ヒングリッド隊長 他）

### 吹き替え

#### 映画・テレビドラマ
- 赤ちゃんと僕（スソク）
- 石ころの夢
- エクスペンダブル・レディズ（カサンドラ・クレイ〈ゾーイ・ベル〉）
- カサブランカ ※スターチャンネル新録版
- キャピタリズム〜マネーは踊る〜（リア・ドナ・スーザン）
- スマイル、アゲイン（デニース〈キャサリン・ゼタ＝ジョーンズ〉）
- セレブな彼女の落とし方（オードリー・ベネット〈モリー・シャノン〉）
- ディセント2（キャス）
- 特捜刑事スパルタン（ジャクリーン）
- 豊田の夜明け
- ドライブ・アングリー3D（キャンディ〈シャーロット・ロス〉）
- ドランのキャデラック（ソニャ）
- バッド・ティーチャー（エイミー・スクワレル〈ルーシー・パンチ〉）
- ベイビー・メイク 私たちのしあわせ計画（オードリー〈オリヴィア・マン〉）
- ライジング・ドラゴン（ココの仲間）
- ランダム 存在の確率（ベス〈エリザベス・グレイセン〉）
- 40歳からの家族ケーカク（デジー（ミーガン・フォックス））
- ロビン・フッド（ローザ、セリス）
- ワイルド ラヴァーズ（ナタリー・ロス〈リア・ギブソン〉）

#### テレビドラマ
- 奇皇后 ふたつの愛 涙の誓い（ヨム尚宮）
- 救命医ハンク6 セレブ診療ファイル
- クリミナル・マインド7 FBI行動分析課
- THE BLACKLIST/ブラックリスト
- 殺人を無罪にする方法
- THE FALL 警視ステラ・ギブソン（ダニエル・フェリントン刑事〈ナイアム・マグレディ〉）
- CSI:11 科学捜査班
- CSI:ニューヨーク7
- CSI:マイアミ9
- ジャイアント（チ・ヨンス〈ユ・ジュヒ〉）
- スキャンダル 託された秘密 ※シーズン2から異なる役で毎回出演
- デスパレートな妻たち8
- 爆音家族（チャールズ〈ゼイン・エモリー〉、アイリス）
- ブレイキング・バッド
- 燃ゆる呉越
- 猟犬たちの夜 オルフェーヴル河岸36番地-パリ警視庁（イザベル・アナベル・サルテ〈グウェンドリーヌ・アモン〉）

#### アニメ
- おさるのジョージ

### ナレーション
- 大阪てくてくテクノ館

### 舞台
- imitation girls（主宰公演）
- VENUS LINE（東演パラータ）
- 大人の授業
- 神様のいる風景
- 深夜読本
- スモーカーズ（中野MOMO）
- 蒼龍招来（アイピット目白）
- ヒマワリ（タイニイ・アリス）
- 真夜中のコトダマ（王子小劇場）
- ダンガンロンパ THE STAGE 〜希望の学園と絶望の高校生〜（2014年10月29日 - 11月3日、日本青年館大ホール） - 苗木家の母 役

### ラジオ
- デート・ア・ラジオ（第13、14、36、37回ゲスト）

### その他
- ゲームミュージック トリビュートライブ 2013年創立50周年記念イベント（ロビーイベントMC）

### シリーズ一覧
1. ↑  第1期（2013年）、第2期『II』（2014年）、第3期『III』（2019年）、第4期『IV』（2022年）、第5期『V』（2024年）